# Johan VI av Portugal
Johan VI av Portugal (port. João VI), född som Maria José Francisco Xavier de Paula Luís António Domingos Rafael av huset Bragança 13 maj 1767 i Lissabon, död där 10 mars 1826, var kung av Portugal och Algarve samt antog titeln kejsare av Brasilien.

## Biografi
Johan VI var son till Maria I av Portugal och Peter III av Portugal. 
Han blev prinsregent i Portugal för sin psykiskt sjuka mor 1792, och var monark (kung) 1816–1822 samt kejsare av Brasilien 1822–1826. När Johan 1807 vägrade avbryta förbindelserna med Storbritannien, lät Napoleon förklara huset Bragança avsatt och besatte Portugal. Johan och hovet begav sig till Brasilien, där han kvarstannade även efter Portugals befrielse 1808. Han återvände till Portugal efter revolutionen 1820. Följden blev Brasiliens självständighetsförklaring under Peter I av Brasilien 1822. Johan antog den nya författningen, som dock återkallades 1823 efter en reaktionär kupp, ledd av Johans hustru Charlota och son dom Miguel. En av dessa företagen kupp mot Johan 1824 misslyckades.

## Familj
Johan VI var gift från 1785 med Charlotta Joakima av Spanien.
Barn:
- Maria Teresa av Portugal Francisca de Assis Antónia Carlota Joana Josefa Xavier de Paula Micaela Rafaela Isabel Gonzaga (1793–1874); gift 1:a gången med Pedro Carlos, infant av Spanien i Rio de Janeiro 13 maj 1810, gift 2:a gången i Azcoitia 20 oktober 1838 med sin morbror Carlos, infant av Spanien.
- Francisco Antonio, prins av Beira (1795–1801)
- Maria Isabella av Portugal (1797–1818)
- Peter IV av Portugal (1798–1834)
- Maria Francisca av Portugal de Assis de Maternidade Xavier de Paula de Alcántara Antónia Joaquina Gonzaga Carlota Mónica Senhorinha Soter e Caia (1800–1834); gift 1816 med sin morbror Carlos, infant av Spanien
- Isabella Maria av Portugal (1801–1876)
- Mikael I av Portugal (1802–1866)
- Maria da Assunção (1805–1834)
- Ana de Jesus Maria (1806–1857)